# Kinda Kinks
Kinda Kinks es el segundo álbum de estudio de la banda de rock británica The Kinks, lanzado en 1965. Se grabó inmediatamente después de su regreso de su gira por Asia y fue completado en unas dos semanas. Se hizo con prisas y, según Ray Davies, la banda no quedó completamente satisfecha con las pistas finales.
En Estados Unidos apareció con un listado de canciones diferente y portada cambiada. Además, se quitaron varias pistas, mientras que el sencillo "Set Me Free" fue exclusivo para el lanzamiento estadounidense.

## Lista de canciones
- Todas las canciones compuestas por Ray Davies, excepto donde se indique lo contrario.

### Lanzamiento europeo

#### Cara A
1. "Look for Me Baby" – 2:17
2. "Got My Feet on the Ground" (Ray Davies/Dave Davies) – 2:14
3. "Nothin' in the World Can Stop Me Worryin' 'Bout That Girl" – 2:44
4. "Naggin' Woman" (Anderson, West) – 2:36
5. "Wonder Where My Baby Is Tonight" – 2:01
6. "Tired of Waiting for You" – 2:31

#### Cara B
1. "Dancing in the Street" (Gaye, Stevenson, Hunter) – 2:20
2. "Don't Ever Change" – 2:25
3. "Come on Now" – 1:49
4. "So Long" – 2:10
5. "You Shouldn't Be Sad" – 2:03
6. "Something Better Beginning" – 2:26

#### Pistas adicionales en la versión en CD
1. "Ev'rybody's Gonna Be Happy" – 2:16
2. "Who'll Be the Next in Line" – 2:02
3. "Set Me Free" – 2:12
4. "I Need You" – 2:26
5. "See My Friends" – 2:46
6. "Never Met a Girl Like You Before" – 2:05
7. "Wait Till the Summer Comes Along" (Dave Davies) – 2:07
8. "Such a Shame" – 2:19
9. "A Well Respected Man" – 2:43
10. "Don't You Fret" – 2:45
11. "I Go to Sleep" [demo version] – 2:42

### Lanzamiento EE.UU.

#### Cara A
1. "Look For Me Baby"
2. "Got My Feet on the Ground" (Ray Davies, Dave Davies)
3. "Nothin' in the World Can Stop Me Worryin' 'Bout That Girl"
4. "Wonder Where My Baby is Tonight"
5. "Set Me Free"

#### Cara B
1. "Ev'rybody's Gonna Be Happy"
2. "Dancing in the Street" (Gaye, Stevenson, Hunter)
3. "Don't Ever Change"
4. "So Long"
5. "You Shouldn't Be Sad"
6. "Something Better Beginning"

En la versión estadounidense no aparece "Naggin' Woman" (utilizada en el exclusivo para Estados Unidos Kinkdom), su sencillo "Tired of Waiting for You" y su Cara B "Come On Now" (ambas ya aparecidas en el álbum estadounidense Kinks-Size). En este aparece en sencillo "Set Me Free" y "Ev'rybody's Gonna Be Happy".
Kinda Kinks (Deluxe Edition) 28 de marzo de 2011
Universal Music Division Mercury  
CD 1
01. 	Look For Me Baby 
	2:18
02. 	Got My Feet On The Ground 
	2:15
03. 	Nothin' In The World Can Stop Me Worryin' 'Bout That Girl 
	2:44
04. 	Naggin' Woman 
	2:37
05. 	I Wonder Where My Baby Is Tonight 
	2:01
06. 	Tired Of Waiting For You 
	2:31
07. 	Dancing In The Street 
	2:20
08. 	Don't Ever Change 
	2:24
09. 	Come On Now 
	1:48
10. 	So Long 
	2:11
11. 	You Shouldn't Be Sad 
	2:01
12. 	Something Better Beginning 
	2:26
CD 2
01. 	Everybody's Gonna Be Happy (Mono Single) 
	2:16
02. 	Who'll Be The Next In Line (Mono Single) 
	2:03
03. 	Set Me Free (Mono Single) 
	2:12
04. 	I Need You (Mono Single) 
	2:25
05. 	See My Friend (Mono Single) 
	2:46
06. 	Never Met A Girl Like You Before (Mono Single) 
	2:04
07. 	A Well Respected Man (Mono EP) 
	2:42
08. 	Such A Shame (Mono EP) 
	2:18
09. 	Wait Till The Summer Comes Along (Mono EP) 
	2:08
10. 	Don't You Fret (Mono EP) 
	2:43
11. 	I Go To Sleep (Demo Version) 
	2:43
12. 	When I See That Girl Of Mine (Demo Version) 
	2:03
13. 	Tell Me Now So I'll Know (Demo Version) 
	1:34
14. 	A Little Bit Of Sunlight (Demo Version) 
	1:55
15. 	There's A New World Just Opening For Me (Demo Version) 
	2:33
16. 	This I Know (Demo) 
	2:02
17. 	See My Friends (Alt. Take) 
	2:27
18. 	Come On Now (Alt. Vocal) 
	1:56
19. 	You Shouldn't Be Sad (BBC) 
	2:51
20. 	Tired Of Waiting For You (BBC) 
	2:21
21. 	Everybody's Gonna Be Happy (BBC) 
	2:14
22. 	This Strange Effect (BBC) 
	2:32
23. 	Hide And Seek (BBC) 
	2:21

## Personal
- Ray Davies - voz, guitarra
- Dave Davies - guitarra, voz
- Peter Quaife - bajo
- Mick Avory - batería